# Virtualni asistent (zanimanje)
Virtualni asistent (eng. Virtual assistant) najčešće je samozaposlena osoba ili freelancer koja kao vanjski suradnik pruža širok spektar poslovnih usluga na daljinu fizičkim i pravnim osobama. Virtualno asistent u njihovo ime odrađuje one dijelove posla i delegirane zadatke kojih nema dovoljno da bi za njih otvorili novo radno mjesto. Korisnici usluga virtualnih asistenata (klijenti) najčešće su vlasnici poduzeća, voditelji odjela, članovi uprava i drugi samozaposleni poduzetnici i freelanceri. 
Virtualni asistent (skraćeno, VA) koristi vlastitu opremu i većinom radi iz kućnog ureda, čime korisnike svoje usluge rasterećuje troškova najma, opreme i uredskog materijala. Virtualni asistenti koji su samozaposleni sami snose troškove državnih davanja, doprinosa i poreza, što uključuje i troškove bolovanja, godišnjih odmora i slično.

## Virtualna asistencija (usluga)
Virtualna asistencija je zajednički naziv za sve usluge koje virtualni asistenti pružaju. Podrazumijeva pomoć u ispunjenju zadataka koje klijenti ne mogu, ne stignu ili ne žele samostalno izvršiti. Usluga virtualne asistencije se pruža putem računala i interneta.
Usluge koje virtualni asistenti mogu pružati su ograničene isključivo vještinama i ovlaštenjima pojedinca. Ne postoji konačan opseg ili definicija zaduženja VA-a, što im omogućava da se prilagođavaju potrebama klijenata.
Klijenti s virtualnim asistentom dogovaraju koji dio posla žele delegirati i na temelju toga sklapaju ugovor o poslovnoj suradnji. 
Prema istraživanju o virtualnim asistentima u Hrvatskoj provedenom u prosincu 2021. godine, virtualni asistenti najčešće su pružali sljedeće usluge:
- administracija (69,64%)
- organizacija sastanaka, putovanja, događanja (37,50%)
- usluge digitalnog marketinga (23,21%)
- pisanje članaka/blogova/objava (21,43%)
- savjetovanje (19,64%)

Ostatak popisa usluga je raznovrstan. Uključuje usluge izrade i vođenja projekata, prevođenja, računovodstveno-knjigovodstvene i druge usluge. 

## Povijest zanimanja virtualnog asistenta
Zanimanje virtualnog asistenta ima korijene u tradicionalnom zanimanju tajnice (sekretarice, osobnog asistenta). 
Tajnice i osobni asistenti su neke zadatke počeli obavljati od kuće sredinom devedesetih godina prošlog stoljeća. Eksploziju u popularnosti virtualna asistencija doživljava tek 2007. godine, kad je objavljena knjiga Timothyja Ferrissa Četverosatni radni tjedan.
Ferriss potiče čitatelje da delegiraju (eng. outsource) zadatke virtualnim asistentima opisujući pozitivan utjecaj koji je delegacija imala na njegov život i poslovanje.
Popularizaciji virtualne asistencije u budućnosti bi mogla pridonijeti i činjenica da je rad od kuće postao novi standard krajem 2019. i tijekom 2020. godine zbog pandemije virusa COVID-19.

### Novo zanimanje u Hrvatskoj
Široj hrvatskoj javnosti je zanimanje virtualnog asistenta još uvijek nepoznato. To je potvrdilo istraživanje iz 2021. godine provedeno na uzorku populacije u Hrvatskoj. Utvrđeno je da je virtualna asistencija relativno nepoznat pojam mnogim ispitanicima: 18% ispitanika je prvi put čulo za virtualne asistente tijekom sudjelovanja u istraživanju. Situacija se ipak popravila s obzirom na 2020. godinu kad je nešto više (22%) ispitanika izjavilo da su prvi put čuli za pojam virtualnog asistenta tijekom ispunjavanja upitnika.

## Osnovne karakteristike virtualnih asistenata
Iako je virtualne asistente teško svrstati u jednu kategoriju, postoji nekoliko osnovnih karakteristika koje ih povezuju:
- Rade na daljinu – pružaju usluge putem računala, telefona i interneta
- Samostalni su – posluju putem vlastitog poduzeća ili kao freelanceri
- Rade s vlastitom opremom – sami si priskrbljuju računala, uredski materijal i drugi pribor koji im je potreban za rad
- Naplaćuju po satu, odrađenom projektu ili paušalno – naplaćuju samo efektivne sate rada ili ugovaraju paušalne iznose za mjesečnu podršku
- Odrađuju delegirane zadatke – obavljaju one zadatke koje im je zadao klijent

## Specijalizacije virtualnih asistenata (niše)
Virtualni asistenti se mogu specijalizirati za specifičan dio poslovanja. 
Specijalizacija se smatra poželjnom jer može osigurati bolju kvalitetu obavljene usluge. 
- Na primjer, asistent koji se specijalizira za vođenje društvenih mreža će vjerojatno stvarati kvalitetniji sadržaj za društvene mreže od asistenta koji se bavi svime.

Specijalizacije VA-a se mogu podijeliti prema segmentu poslovanja i prema specifičnim potrebama klijenta.

### Specijalizacije po segmentu poslovanja
Ovo su neke uobičajene specijalizacije prema uslugama koje virtualni asistenti mogu pružati, no popis ne završava ovdje:
- Virtualni administrativni asistent
- Virtualni asistent za digitalni marketing
- Virtualni asistent u ljudskim resursima
- Virtualni asistent za korisničku podršku
- Virtualni asistent za tehničku podršku
- Virtualni asistent direktora i uprave
- Virtualni financijski (računovodstveni) asistent
- Virtualni asistent za e-commerce

### Specijalizacije prema specifičnim potrebama klijenata
Neki virtualni asistenti se specijaliziraju za klijente određenih profila i zanimanja kako bi im bili korisniji:
- Virtualni asistent za autore knjiga
- Virtualni asistent za voditelje podcasta ili webinara
- Virtualni asistent za male poduzetnike
- Virtualni asistent za žene poduzetnice
- Virtualni asistent za fotografe
- Virtualni asistent za coacheve
- Virtualni asistent za prezaposlene managere

## Cijene
Virtualni asistenti različito naplaćuju svoje usluge. Postoje barem dva glavna razloga za to: 
- Vrijednost usluge – vrijednost usluge ovisi o stručnosti asistenta i tipu usluge
- Lokacija – konačna cijena ovisi i o životnim troškovima asistenta koje određuje njegovo mjesto boravka.[7] Tako prema nekim podacima prosječna satnica virtualnog asistenta u SAD-u iznosi 29.52$, dok prosječna satnica asistenta s Filipina iznosi tek 9.83$.[8]

Prosječna satnica virtualnog asistenta u Hrvatskoj iznosila je 119 kn/h u 2021. godini. Ovo Hrvatsku smješta između Pakistana i Ujedinjenog Kraljevstva prema podacima iz prethodno navedenog istraživanja.

## Platforme za pronalazak virtualnih asistenata
Virtualne asistente najlakše je pronaći virtualno, odnosno na mrežnim stranicama na kojima asistenti mogu ponuditi svoje usluge. Mnogi virtualni asistenti imaju vlastite mrežne stranice i moguće ih je pronaći pretraživanjem internetskih pretraživača. 
Virtualne asistente moguće je pronaći i putem objave oglasa na nekom mrežnih oglasnika na kojima se oglašavaju honorarni poslovi te na freelance platformama koje okupljaju samostalne profesionalce.